# Жёны и любовники
Жёны и любовники (англ. Wives and Lovers) — кинокомедия 1963 года по мотивам пьесы Джей Прессон Аллен «Первая жена». Режиссёр Джон Рич, в главных ролях Джанет Ли, Ван Джонсон, Шелли Уинтерс и Марта Хайер. В 1964 году фильм был номинирован на премию «Оскар» за лучший дизайн костюмов.

## Сюжет
Муж и жена Билл и Берти Остин и их дочь живут в дешёвой квартире. Он был писателем, испытывавшим трудности, по крайней мере, до тех пор, пока агент Люсинда Форд не сообщила ему новость о том, что она продала его книгу издателю, включая права на её постановку на Бродвее. 
Новый дом в Коннектикуте — первый способ отпраздновать сделку. Пока Билл уезжает работать над пьесой, Берти знакомится с соседкой-алкоголичкой Фрэн Кабрелл и её парнем Уайли, которые сеют в голове Берти семена подозрения, что Билл и его прекрасный агент могут быть чем-то большим, чем просто деловые партнёры. 
Берти ревниво отвечает флиртом с Гаром Олдричем, актёром, который будет играть в пьесе её мужа. Билл едет в Коннектикут для разговора по душам, находит там Гара и бьёт его. Но когда пьеса имеет успех, Билл и Берти решают дать супружеской жизни ещё один шанс.

## В ролях
- Джанет Ли — Берти Остин
- Ван Джонсон — Билл Остин
- Шелли Уинтерс — Фрэн Кабрелл
- Марта Хайер — Люсинда Форд
- Рэй Уолстон — Уайли Дреберг
- Джереми Слейт[англ.] — Гар Олдрич
- Клэр Уилкокс — Джули Остин
- Ли Патрик — миссис Свонсон
- Дик Уэссел — мистер Либерти
- Дейв Уиллок[англ.] — Леон Партридж, доктор стоматологических наук

## Критика
В рецензии того времени для The New York Times критик Босли Краузер написал: «Невероятно, что такой банальный и безмозглый сценарий, как этот, смог пройти первое чтение в офисе в наши суровые времена, и жалко, что он был поставлен так же бездарно, как этот, Джоном Ричем … В нём нет ни стиля, ни юмора, он совершенно плоский, и его с трудом играют мисс Ли, мисс Хайер, мистер Джонсон, а также Шелли Уинтерс и Рэй Уолстон в роли пары пьяниц — обычных неутомимых и нудных шутников, — которые постоянно заглядывают из соседнего дома. О, да — со сверхурочной работой Джереми Слейта в роли голливудской звезды. Единственное различие между этим начинанием… и начинаниями тридцатых годов заключается в том, что последние обычно были лучше и более — более искушёнными. Я думаю, именно это слово они использовали».
Критик Филип К. Шойер в своей статье в Los Angeles Times писал: «Фильм «Жёны и любовники» — включая название — можно было бы отнести к привычной категории «Ещё одна секс-комедия в голливудском стиле», если бы не одно довольно редкое (для Голливуда) отличие. Он копает немного глубже и выявляет фундаментальную, укоренившуюся характеристику большинства американцев: хотя они могут делать вид, что они «искушённые» и морально распущенные, пуританин внутри них обычно предупреждающе машет пальцем, когда простыни действительно спущены». 